# Сільверія Мартін Діас
Сільверія Мартін Діас (ісп. Silveria Martín Díaz; 20 червня 1910 — 11 вересня 2024) — іспанська довгожителька, чий вік був підтверджений Групою геронтологічних досліджень (GRG) та Групою LongeviQuest (LQ). 19 серпня 2024 року після смерті Марії Браньяс Морери вона стала найстарішою живою людиною в Іспанії. Також вона була 7-ю найстарішою живою людиною у світі та 4-ю найстарішою живою людиною в Європі. Вона є найстарішою коли небудь людиною в Естремадурі. Її вік становив 114 років, 83 дня.

## Біографія
Сільверія Мартін Діас народилася 20 червня 1910 року в місті Талавера-ла-В'єха, Естремадура, Іспанія.
Її чоловіка звали Хосе Арройо. У пари було п'ятеро дітей: Пако, Ана Марія, Лео, Марія Андреа та Анастасіо. Вони жили в Талавера-ла-Вьеха, поки його не затопило в 1963 році, а потім 80% жителів переселили в різні міста. Пізніше родина емігрувала до Франції, куди вони виїхали на роботу.
У віці 109 років Мартін Діас перенесла операцію після перелому стегнової кістки.
Проживала у Вільянуева-де-ла-Вера, Естремадура, Іспанія. Померла у віці 114 років, 83 дня.

## Рекорди довгожителя
- 9 серпня 2024 року, після смерті Іни Оказави стала 10-ю найстарішою живою людиною у світі.
- 19 серпня 2024 року, після смерті Марії Браньяс Морери стала найстарішою живою людиною в Іспанії, 9-ю найстарішою живою людиною у світі та 4-ю найстарішою живою людиною в Європі[12].
- 26 серпня 2024 року, після смерті Хісако Сіроїсі стала 8-ю найстарішою живою людиною у світі.
- 27 серпня 2024 року, після смерті Шарлотти Кречман стала 7-ю найстарішою живою людиною у світі.